# Grand Theft Auto III
A Grand Theft Auto III (GTA III vagy GTA 3) a Rockstar Games Grand Theft Auto videójáték-sorozatának harmadik része, egyben az első ezek közül, amelyben a megjelenítés teljesen 3D-s. A történet Liberty City-ben, egy New Yorkra nagy vonalakban hasonlító városban játszódik.
A játékot hatalmas ováció követte, Amerikában több tízmillió darabot adtak el belőle. A sorozat előző részeihez képest rengeteget fejlődött grafikailag, történetileg, és sokkal kidolgozottabbak a karakterek is. 2007-ben a játékot a 35. helyre sorolták az IGN „minden idők 100 legjobb játéka” listáján. A játékot eredetileg szeptemberben akarták kiadni, de a szeptember 11-ei terrortámadások miatt kénytelenek voltak elhalasztani októberre.

## Helyszín
Bár a város kitalált, egyértelműen New Yorkról mintázták. Az első generációs város térképe szakasztott mása volt az amerikai nagyváros térképének, a másodikban pedig az épületek, környékek is hasonlítanak nagy vonalakban, noha az elrendezésük nem mindig azonos az eredetivel. A harmadik generációs Liberty City már nagyságrendekkel több hasonlóságot mutat a valós várossal, több híd, felhőkarcoló és egyéb épület szinte pontos mását helyezték el benne a fejlesztők, ezenkívül a városrészek elhelyezkedése is megegyezik a New York-iakkal.

### Városrészek
A város három nagyobb városrészből (borough-ból) tevődik össze, ezeket egy hosszabb alagút és két híd köti össze.
- Portland: Liberty City ipari negyede. Városrészei: Callahan Point, Saint Mark's, Chinatown (kínai negyed), Red Light District (piroslámpás negyed), Hepburn Heights, Portland Harbor, Portland Beach, Portland View, Atlantic Quays, Trenton, és Harwood. Saint Marksban tevékenykedik a maffia (Leone család), és itt lakik a szervezet vezetője, Salvatore Leone. Ezen részben főleg éttermek és lakások találhatók. A kínai negyed a Triádok telephelye, a piroslámpás negyedben főleg a prostitúció és a pornográfia gyakori. Itt található a Luigi Sex Club Seven klubja. Portland Harbor Portland kikötője. Hepburn Heights-ban a Diablo banda található, melynek főnöke El Burro.
- Staunton Island: A város üzleti negyede. Itt található a város egyeteme, a St. Matthias University (melyet a világ legrosszabb egyetemének tartanak) és a város futballcsapatának stadionja, a Liberty Memorial Coliseum is, melynek a falán egy hatalmas felirat hirdeti a város legnépszerűbb sportegyesülete, a Cocks („kakasok”) nevét. Városrészei: Rockford, Liberty Campus, Aspatria, Fort Staunton, Belleville Park, Newport, Bedford Point, és Torrington. Fort Stauntonban a kolumbiai kartell tevékenykedik, Aspatria-ban a Yardie-k, Torrington és környéke pedig a jakuza felségterülete.
- Shoreside Vale: A város vidéki területe egy alacsony heggyel. Itt található a város reptere, a Francis International Airport és a Cochrane-gát is. További városrészei: Cedar Grove (itt található a kolumbiaiak főhadiszállása is), Pike Creek, Wichita Gardens (kb. Bronx megfelelője).

## Történet
|  | Alább a cselekmény részletei következnek! |

A játék néma és név nélküli főhőse, Claude éppen egy bankrablást hajt végre barátnőjével, a latin-amerikai származású Catalinával, amikor az lelövi. Egy újságból kiderül, hogy Claude-ot gyilkosság és fegyveres rablás miatt tíz év börtönbüntetésre ítélték. Amikor éppen átszállítják a rabokat Portlandre, a kolumbiai Kartell megkísérel egy kiszabadítási merényletet, ám egy korábban elhelyezett bomba miatt a híd felrobban, valamint a rabok és a rendőrök is meghalnak. 8-Ball, egy fogolytársa elszállíttatja magát egy rejtekhelyre a Piroslámpás Negyedbe. Ezután elviszi Luigi Goterelli-hez, egy helyi stricihez, a Sex Club Seven tulajdonosához, akit régóta ismer. Innentől Luigi főleg a prostituáltjaival kapcsolatos munkákat ad Claude-nak. Az egyik ilyen munka keretében el kell szállítani egy lányt, Misty-t a nagyfőnök fiához, Joey Leone-hoz. Innentől kezdve Claude neki is dolgozik.
Joey később megismerteti Toni Ciprianival, az olasz maffia egy befolyásos emberével. Claude egy alkalommal egy kínai mosodába fuvarozza el Tonit, védelmi pénzt beszedése ürügyén, azonban az akció kudarcba fullad, így Tonit kikergetik a mosodából, ezek után vissza kell szállítani az anyja éttermébe, majd szitkozódások közt kijelenti, hogy jöjjünk vissza, van munka számunkra. Toni egyik munkájában el kell szállítani Joeyt, Luigit, és Tonit a helyi keresztapához, Salvatore Leonehoz egy családi megbeszélésre, aki nem akarja, hogy a felesége halljon az üzleti ügyekről, ezért őt Claude-nak el kell szállítania egy drogdílerhez, majd egy buliba, aminek a kommandósok közbelépése vet véget. Ezek után szoros kapcsolatba kerül Salvatore feleségével, Mariával; erre Salvatore is rájön, és a SPANK gyár felrobbantása után megkéri, hogy szállítson el egy bombával telerakott autót, viszont Maria szól, hogy az autó csapda, így jakuza barátnőjét, Asukát kéri meg, hogy vigye át Claude-ot Staunton Islandre egy csónakkal. Érdekes módon ezután rögtön megjavult a Callahan-híd.
Ezek után főhősünk Asukának, valamint később bátyjának, Kenjinek dolgozik. Asuka első feladata, hogy Claude végezzen Salvatore Leoneval, így bizonyítva, hogy már nem ápol kapcsolatokat az olaszokkal. Asuka egy korrupt rendőrrel, Ray Machowskyval ismerteti meg, aki azonban rendkívül paranoiás, így csak akkor találkozhat vele, ha a városban levő telefonok közül legalább ötöt felvesz ahol közli vele a következő telefon helyét.
Ezután találkoznak a Belleville Park nyilvános WC-jében. Ezután ő is ad munkákat, például a helyi médiacsászár, Donald Love ellen szóló bizonyítékokat kell megsemmisíteni, aki hálaképpen szintén munkákat ad főhősünknek. Egy építkezésen a kolumbiai kartell, köztük Catalina kerül elő, itt a jakuzák segítségével sikerül elfogni Miguelt, Catalina új élettársát, aki értékes információkkal szolgál. Amíg Asuka Miguelt vallatja, Maria meglátogatja ott. Azonban később Catalina megöleti Miguelt és Asukát, Mariát pedig elraboltatja. 500 ezer dollár váltságdíjat követel, amit azonban a pénz ellopása, és Claude meggyilkolásának kísérlete követ, majd a menekülő Catalinát kell követni a Cochrane-gáthoz, ahol egy rakétavetővel ki kell lőni a helikoptert.
|  | Itt a vége a cselekmény részletezésének! |

## Mellékküldetések
Négy, kiegészítő jövedelemforrásként szolgáló mellékküldetés elérhető a játékban: taxizás, rendvédelem, mentőzés, tűzoltás.

### Taxizás
Taxiba beszállva lehetőség nyílik taxisofőrködni, melynek során utasokat kell az általuk kért célállomásra eljuttatni. A taxizás nem csupán kiváló bevételforrás, hanem lehetővé teszi, hogy a játékos könnyebben megismerje a várost. 100 ilyen fuvar teljesítéséért cserébe a Borgnine taxitársaság harwoodi épülete előtt elérhetővé válik a Borgnine nevű piros taxi.

## Szereplők
Claude
Claude a főszereplő, tehát őt irányíthatjuk a játék folyamán. Érdekesség, hogy a játék folyamán egyszer sem szólal meg, feltehetőleg azért, mert a játék eleji bankrablásnál Catalina torkon lövi, és elnémul. Ennek a feltételezésnek ellentmond az, hogy a San Andreas évekkel előbb játszódik és már abban is néma volt. Teljes neve a Grand Theft Auto: San Andreasból derül ki, melyben ő és Catalina egy szerelmespár, akik átköltözik Liberty Citybe. A GTA San Andreas-ban le kell győzni egy autóversenyben.
8-Ball
Afroamerikai bombaszakértő, akivel a játék elején, a híd felrobbanásakor ismerkedünk meg. Az övé az a rejtekhely, ahová később visszajárhatunk, valamint van egy bombaboltja Harwood-ban, valamint Staunton Island-en, és Shoreside Vale-en is. A GTA Advance-ből derül ki, hogy kezét egy lángszóróval égette meg, mikor üzletét megtámadta a kolumbiai kartell. 8-Ball helyezi el a bombát, mikor Claude segítségével felrobbantják a SPANK gyárat Portland-ben.
Luigi Goterelli
Luigi egy strici, a Sex Club Seven tulajdonosa a piroslámpás negyedben. 8-Ball ismertet meg vele, ő ad elsőként munkát. Ő alkalmazza Mickey Hamphistet, a Leone család kidobóemberét. Luigi már 1998 után lett a Sex Club Seven tulajdonosa, mert mint az kiderül a Liberty City Storiesből, akkoriban még Paulie's Revue Bar-nak hívták, és a tulajdonos Joseph Daniel O'toole volt. Luigi kapcsolatban áll a Leone család fejével, Salvatore Leone-val. Az angol eredetiben Joe Pantoliano szinkronizálta.
Joey Leone
Joey autószerelő, Don Salvatore fia, ő a második munkaadó. Nincsenek kapcsolatai, ezt Salvatore is a szemére hányja, bár a küldetések elején Mistyvel láthatjuk. Joey-nak továbbá zűrös ügyei vannak a Liberty Cityben maradt Forelli fivérekkel.
Toni Cipriani
Toni egy befolyásos maffiózó a Leone családban, az édesanyjának étterme van Saint Marks-ban. Amióta nem sikerül védelmi pénzt szedni tőlük, hadilábon áll a Triádokkal, és nekünk kell felrobbantani a gyárukat.
Toni a főszereplője a három évvel korábban játszódó Liberty City Stories-nak, amelyben még feltörekvő maffiózó, a Leone család szolgálatában. Toni Cipriani eredeti hangja Michael Madsen volt.
Salvatore Leone
Salvatore a Leone családban a keresztapa, akinek a barátnőjével , Mariával mélyreható kapcsolataink lesznek, ezért megpróbál meggyilkolni minket egy autóbombával, de a következmények azok, hogy a Jakuza utasításba adja, hogy végezzünk vele. Salvatore halála után bandaháború tör ki a Jakuzák és a Leone család között. Salvatore a Yakuzák mellett a Kolumbiai Kartelt is ellenségének tekinti, mert Liberty City utcáit SPANK-kel, egy fikcionális kábítószerrel árasztják el.

Asuka Kasen
Asuka Maria barátnője, a Yakuzák vezetője Liberty Cityben. Bátyja, Kenji a vaka-gasira, a Jakuza klán második embere. Asuka utasítja Claude-t arra, hogy gyilkolja meg Salvatore Leone-t. Miután Claude elkapja Miguelt, fogva tartja, ám Catalina megöli Asukát, és Miguelt, és elrabolja Mariát. Asukának gyakran szadista, és vélhetően leszbikus hajlamai vannak, továbbá mazochista.[forrás?]
Ray Machowsky
Ray Machowsky egy korrupt rendőrnyomozó, aki a Jakuza szolgálatában áll. Rendkívül paranoiás, Claude-dal is csak egy nehéz feladat után hajlandó találkozni. Dolgozik továbbá Donald Love-nak, Liberty City médiakirályának. Mikor kompromittáló adatok kerülnek elő Donaldról, Ray utasítja Claude-ot, hogy semmisítse meg azokat. Ray barátságban áll továbbá Phil Cassidy-vel, egy illegális fegyverkereskedővel.
Catalina Vialpando
Claude  egykori barátnője, míg le nem lövi egy bankrablásnál. Miguellel is barátkozik, de kinyírja Asukával együtt. A helikopterét felrobbantjuk és meghal. Teljesen őrült és kiszámíthatatlan, s a pénzén kívül semmi nem érdekli.
Kenji Kasen
Asuka bátyja, a Yakuzák vaka-gasirája, alvezére. Kezdetben Claude üzleti partner vele, ám ez változni fog, amikor Donald Love utasítására Kartellnek álcázva eltesszük láb alól. Ezzel a kolumbiaiak és a jakuzák között kirobban a háború. Majd mikor Asuka megtudja, elindul a Kartell főhadiszállásra és bosszúból elfogja Miguelt.
Donald Love
Közismert vállalkozó és emberbarát. Sok helyi lakosnak segített már elhelyezkedni, ezért nagyon népszerû Liberty Cityben. Titokban alvilági üzleteket bonyolít le, amiben nem egyszer segédkezünk neki. Ügyes titoktartásának köszönhetően soha nem lepleződik le.
Maria Latore
Salvatore Leone felesége, akit Claude egyenget, míg a Leone család ügyeivel foglalkozik. A történet folyamán nagyon megkedveli karakterünket, ezért gyakran húzzák ki egymást a csávából. Maria egyszer még a Chatterbox FM névre hallgató rádiócsatornán is felszólal, ahol arról panaszkodik, hogy Claude milyen hallgatag. A játék végen halljuk ahogy Maria a ruhájára panaszkodik majd egy puskalövést, Ami arra utalhat, hogy Claude a játék végen megölte Mariát.
El Burro
El Burro (spanyol jelentése: "a Szamár"), a Puerto Ricóból származó Diablos banda vezére, aki Portland szigetén tűz ki feladatokat Claude számára, egy nyilvános telefonon keresztül. Tudni lehet róla, hogy rajong a felnőtt magazinokért. Amint befejeztük a küldetéseit, a portlandi házunknál lesz egy csomag pornómagazin. Később, a yardie-k küldetései során a bandája ellen kell tevékenykednünk.
King Courtney
A Jamaikából származó Yardies banda feje. Hasonló stílusban adja le küldetéseit karakterünknek, melyek legtöbbször egy-egy rivális banda kiiktatásáról szólnak. King az utolsó küldetésében csapdába küld minket és ezzel a karakterünk megtudja, hogy a Yardiek meg a kolumbiaiak szövetségesek, majd miután kinyírtuk a kamikaze embereket, King bandája megutál. Szoros kapcsolatban áll Catalinával és Miguellel, valamint számos kolumbiai kartell-taggal.
D-Ice
A Red Jacks névre hallgató szervezet vezére, aki hasonlóan King Courtney-hoz és El Burro-hoz, szintén egy nyilvános telefon használatával tűzi ki feladatait Claude-nak. Legfőbb ellenségei a Purple Nines névre hallgató banda tagjai, akik próbálnak folyamatosan területeket szerezni a Red Jacks-től. Végül D-Ice testvérével végleg kiirtják a Nines bandát.
Marty Chonks
Marty kissé szociopata beállítottságú gyártulajdonos, aki a Bitchin' Dog Food kutyaeledel előállító gyár tulajdonosa. Sok mellékküldetéssel rendelkezik Claude számára, melyeknek végkimenetele majdnem arról szól, hogy bedarálja kutyakajának a neki gondot okozó személyeket.

## Rádióállomások
A játékban lehetőségünk van zenét hallgatni a járművek rádióján keresztül. Összesen kilenc, különféle zenei stílusú állomás közül választhatunk, ebből két adó slágerei külön a játékhoz lettek elkészítve. A játék PC verziójában ha kedvünk tartja, akár mi magunk is összeállíthatunk egy zenei válogatást, amit MP3 player néven találunk meg a rádiók között. A nyolc zenei adó mellett található egy beszélgetős rádió is, amiben a műsorvezető a betelefonáló városiakkal és a meghívott vendégekkel beszélget.
- Double Cleff FM (komolyzene)
- Flashback 95.6 (A Sebhelyesarcú (Scarface) betétdalai)
- Game Radio FM (hiphop)
- Head Radio (rock)
- K-Jah (reggae)
- Lips 106 (pop)
- MSX FM (drum and bass)
- Rise FM (techno, trance)
- Chatterbox FM (beszélgetős rádió)

## Bandák
- Leone's Mafia: Vezére Don Salvatore Leone, aki később a GTA: San Andreasban, és a Liberty City Storiesban is feltűnik. Tagjai olasz származásúak, székhelyük Portlandon található. Ez az egyik legbefolyásosabb maffia Liberty Cityben. Salvatore Leone halála után a család vezetője feltehetőleg fia, Joey Leone lesz. Fegyverük kezdetben a pisztoly és a géppisztoly, később néhányuk sörétespuskát hord magánál.
- Forelli Mafia: A Forelli család a legkisebb szervezet Liberty Cityben. Vezetője 2001-ben Mike Forelli, akit a főszereplő Claude megölt, Joey Leone utasítására. A Forelli család az 1980-as években Liberty City egyik legerősebb bandái közé tartozott, de a banda az évek során folyamatosan gyengült. 2001-ben a banda egyetlen területe a Marcos Bistro, ami egy étterem Saint Mark's kerületben. A banda kábítószer-kereskedelemmel és éttermek irányításával foglalkozik. A bandát Mike Forelli halála után kiirtotta a Leone család.
- Diablos: Gyengén felszerelt utcai banda. Nekik is teszünk néhány szívességet, de többnyire ellenségeskedünk velük. Vezérük El Burro. Főleg Portlandon, a Hepburn Heights negyedben kószálnak. Tagjai puerto ricó-iak.
- Triads: Főleg halkereskedelemből élő kínai banda. 9 év alatt gyorsan hanyatlottak, ugyanis a San Andreasban még befolyásos maffia, itt pedig már csak utcai banda szerepét töltik be. Velük is találkozunk a játékban, és abban nincs köszönet számukra. Portland nagyobb részén megtalálhatók. Az alpha verzióban még a második részből ismerős Zaibatsu vállalat lettek volna, a játék végleges publikálásakor cserélték le őket Triádra.
- Kolumbiai Kartell: A legnagyobb ellenségünk ez a banda. Kolumbiai származásúak, és a vezérük a volt barátnőnk, Catalina, illetve annak új élettársa, Miguel. Staunton Island-en, és Shoreside Vale-en is megtalálhatóak. Bevételük főként a SPANK nevű drog terjesztéséből származik, ami a játék folyamán sok bonyodalmat okoz.
- Yakuza: Ők úgy tudják, hogy barátok vagyunk, de titokban néha keresztbe teszünk nekik. Nagyon befolyásosak, több rendőrt és fontos személyt a markukban tartanak. Nagyon felszereltek, így rivalizálásban állnak az olasz maffiával. Japán tagokból tevődnek össze, törzshelyük Staunton Island-en, Torrington környékén helyezkedik el. Sokszor vagyunk pozitív hősök a bandatagok szemében, de egy alkalommal titokban megöljük egyik vezetőjüket, Kenji Kasen-t.
- Yardie-k: Leginkább a Diabloshoz hasonló, jamaikai banda. Vezetőjük King Curtney, aki telefonon ad megbízatásokat. A tagjai aktív fogyasztói a SPANK-nek, így jó kapcsolatban vannak a Columbian Cartellel. Először ők is barátnak tűnnek, de később átvernek, és csellel próbálnak meg megölni. Staunton Islanden helyezkednek el.
- Red Jacks: Egyszerű, gettós banda, tagjai vörös melegítőjükről ismerhetőek fel. Wichita Gardens a területük. Vezérük D-Ice, akivel telefonon tartjuk a kapcsolatot egy ideig. Fő riválisuk a Purple Nines, de gyakran tűzharcba keverednek a kolumbiaiakkal is.
- Purple Nines: Ugyanolyan banda, mint a Red Jacks, azt leszámítva, hogy lila melegítőjük van. Wichita Gardensben, a Red Jacks-el közösen kószálnak.

## A 100% feltétele
Mint minden Grand Theft Auto játékban, a történet végigjátszása a 100%-hoz nem elegendő. Itt találhatók a teljes végigjátszás feltételei:
- A storyküldetések teljesítése és a történet végigjátszása:
  - Luigi (6 db),
  - Joey (6 db),
  - Toni (5 db),
  - Salvatore (4 db),
  - Asuka (5+3 db),
  - Kenji (5 db),
  - Donald Love (3+3 db),
  - Ray (5+1 db),
  - Catalina (1 db).
- A telefonos küldetések teljesítése:
  - El Burro (4 db),
  - Marty Chonks (4 db),
  - King Courtney (4 db),
  - D-Ice (5 db).
- Mellékküldetések teljesítése:
  - mentőzés (12. szint teljesítése),
  - rendvédelem (mindhárom városrészben 20, összesen 60 likvidált bűnöző),
  - tűzoltás (mindhárom városrészben 20, összesen 60 eloltott tűz),
  - taxizás (100 db fuvar).
- Egyéb tevékenységek teljesítése:
  - rejtett csomagok begyűjtése (100 db),
  - különleges ugratások (20 db),
  - őrjöngések (20 db).
- Járműexportálás:
  - 16 db jármű (Portlandi garázs),
  - 15 db jármű (Shoreside Vale-i garázs),
  - 7 közszolgálati jármű (Portlandi kikötői daru).
- Járművekkel kapcsolatos küldetések:
  - idő és terepversenyek (4 db),
  - Toyz furgonos küldetések (4 db).

## Hatása a médiára
Bár a játéknak sok milliós rajongótábora lett, sokan ellenezték a GTA III által képviselt brutalitást. Sokan kegyeletsértőnek találták, hogy a játék egy virtuális New Yorkban játszódik, mivel nem sokkal a 2001. szeptember 11-ei terrortámadások után adták ki. Éppen ezért a játékban nem szerepel a World Trade Center, és egyéb vitatott elemek. Ausztráliában, Németországban és Franciaországban betiltották a játék árusítását, és csak egy 2008-ban kiadott cenzúrázott verziót engedélyeztek forgalmazni. Ebben a verzióban nincs vér, „dühöngések” (rampage-ek), csonttöréshangok, nem lehet rugdosni a földön fekvő embereket, és a játék szövegét is kevésbé trágárra módosították. Ezenkívül a fegyverek is mérsékeltebbek (nincs például lángszóró, a baseball-ütő pedig egyszerűen használhatatlan). Ezt a verziót 18+ korhatár helyett 15+-ra változtatták.